# Johannesburg
Johannesburg, zulu nyelven eGoli (az arany helye), a Dél-afrikai Köztársaság legnagyobb területű és legnépesebb városa. A várost Jo'burg, Jozi és JHB néven is emlegetik a dél-afrikaiak. Johannesburg Gauteng tartomány székhelye, amely a leggazdagabb tartomány Dél-Afrikában és amelynek a legnagyobb a gazdasági ereje az egész Fekete-Afrikában.
A város egyike a Föld 40 legnagyobb metropoliszának, Afrika egyetlen, hivatalosan is elismert világvárosa (a gamma világváros kategóriába sorolva). Bár gyakran hiszik Dél-Afrika fővárosának, nem székhelye egyik fő hatalmi ágnak sem (a végrehajtó hatalom Pretoria, a bírói hatalom Bloemfontein, a törvényhozás Fokváros székhellyel működik), azonban itt székel a Dél-afrikai Alkotmánybíróság, Dél-Afrika legfelsőbb bírósága.

## Történelem
1880-ban a Transvaal keleti területe volt. 1886-ban aranyra bukkantak itt, és beindult az aranykeresés.
Az 1899 és 1902 között lezajlott angol-búr háború után a briteké lett a vidék. 1910-ben a Dél-Afrikai Unió része lett.
Johannesburg legnagyobb fekete negyede, az 1920-as években létrejött Soweto (South-Western Townships), ahol 1976. június 16-án a rendőrség belelőtt az afrikaans nyelv kötelező iskolai oktatása ellen tüntető, főleg gyerekekből álló tömegbe. Az 566 halálos áldozatot követelő véres akció után az egész országra kiterjedő tiltakozómozgalom indult meg, nemzetközi bírálatokat is kiváltva az apartheid rendszer ellen.
Az ún. Group Areas Act (szegregációs törvény) visszavonása után (1990-es évek elején), Johannesburgba szegény feketék ezrei költöztek be, többek között Sowetóból. A bűnözés azóta ugrásszerűen megnőtt. Főleg a sűrűn lakott városrészekben (pl. Hillbrow) több ingatlant elhagytak a tulajdonosaik, de menekültek a cégek és intézmények is (például az értékpapírtőzsde, a JSE), és a város szélén építettek ki új városrészt maguknak (például, Sandton kerületben). Az 1990-es évek vége óta Johannesburg egyike a világ legveszélyesebb városainak. A kriminalisztikai helyzet ma sem túl rózsás.

## Népesség
| Lakosok száma | 3000 | 99 052 | 99 052 | 1 783 000 | 1 898 000 | 3 326 055 | 4 434 827 |
|               | 1886 | 1904   | 1908   | 1985      | 1990      | 2001      | 2011      |

Elővárosokkal együtt a népessége kb. 15 millió fő (2023-ban), ezzel a Dél-Afrikai Köztársaság legnépesebb és Afrika egyik legnagyobb metropolisza.

### Etnikumok
A legnagyobb népcsoport a feketék (73%). A fehérek aránya 16%, a színeseké (félvérek) 6%, az ázsiaiaké 4%.

### Nyelvek
A johannesburgiak 26%-a nguni, 26%-a szotó, 19%-a angol és 8%-a afrikaans nyelven beszél.

### Vallás
A lakosság 53%-a keresztény. 24%-a a lakosságnak ateista, 3%-uk muzulmán, 1%-uk zsidó és hindu.

## Közigazgatási beosztás
- 1. kerület: Diepsloot, Kya Sand
- 2. kerület: Midrand, Ivory Park

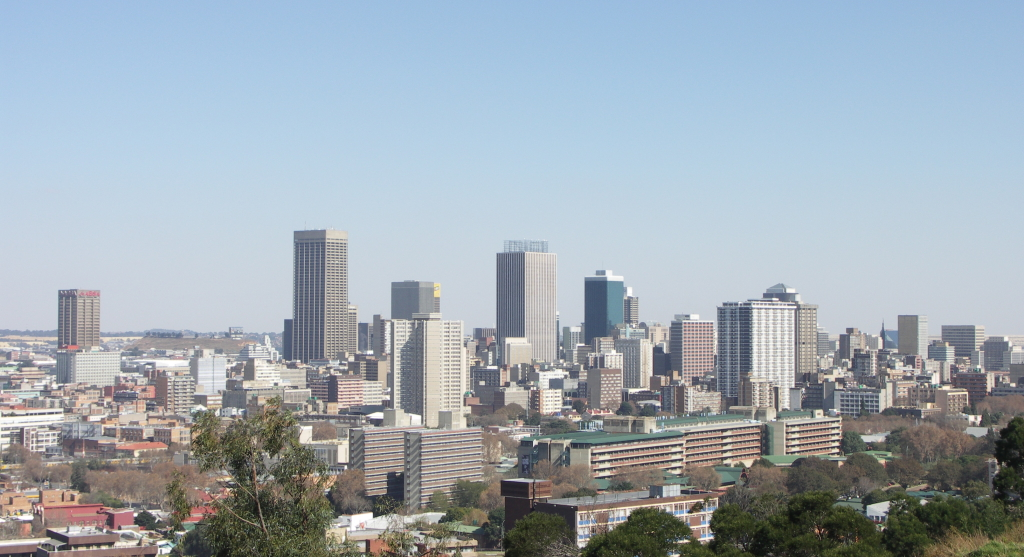
Johannesburg üzleti negyede

- 3. kerület: Bryanston, Douglasdale, Fourways, Randburg, Sandton, Strijdom Park, Sunninghill, Woodmead
- 4. kerület: Northcliff, Rosebank, Parktown
- 5. kerület: Roodepoort, Constantia Kloof, Northgate
- 6. kerület: Doornkop, Soweto, Dobsonville, Protea Glen
- 7. kerület: Alexandra, Wynberg, Bruma
- 8. kerület: Óváros
- 9. kerület: Johannesburg Süd, City Deep, Aeroton, South Gate
- 10. kerület: Meadowlands, Diepkloof
- 11. kerület: Orange Farm, Ennerdale, Lenasia

## Városrészek
- Centrum
- Soweto
- Keleti Vororte
- Északi Vororte
- Északnyugati Vororte

## Gazdaság
Johannesburg a világ arany- és gyémántkereskedelmének egyik kiemelkedő központja, mivel közel fekszik az ásványkincsekben gazdag Witwatersrand-hegyvidékhez.

## Közlekedés
Kiemelkedő jelentőségű a várost kiszolgáló O. R. Tambo nemzetközi repülőtér, mely a kontinens legnagyobbika, és amely összeköttetést biztosít a világ légiforgalma és a kontinens déli részének többi országa között.

## Képek

Nelson Mandela szobra
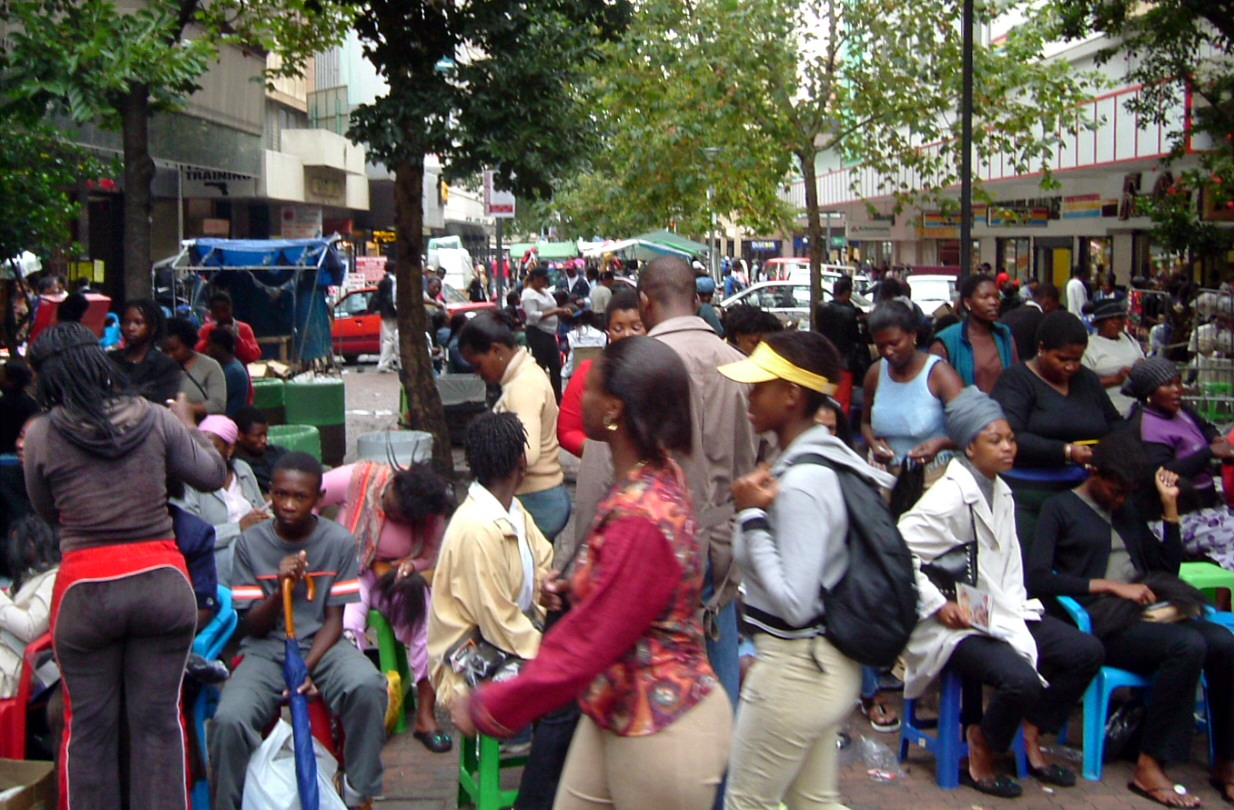
Belvárosi utcarészlet
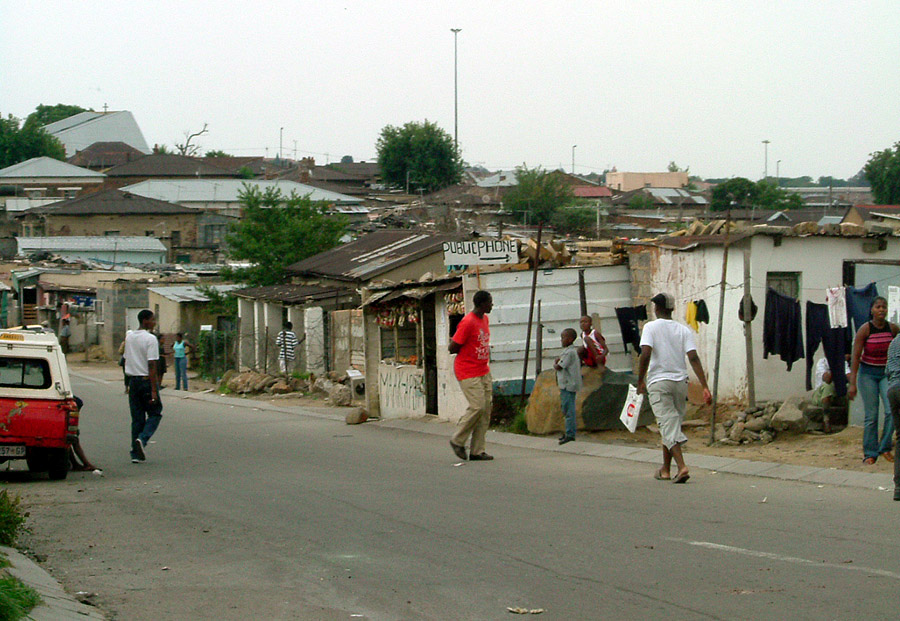
Soweto

## Média
Több dél-afrikai újságnak itt van a székhelye.
Fontosabb napilapok:
- Beeld (afrikaans)
- The Sowetan (angol)
- The Citizen (angol)
- The Star (angol)

Fontosabb hetilapok:
- City Press (angol)
- Rapport (afrikaans)
- Mail & Guardian (angol)
- The Sunday Times (angol)

## A médiában
- Johannesburg a helyszíne a District 9 című sci-fi filmnek

## Oktatás
A városban 2 fontos egyetem van:
- Witwatersrandi Egyetem
- Johannesburgi Egyetem

## Bűnözés
A világ egyik legveszélyesebb nagyvárosa.
Ugyanazokkal a bűnözési problémákkal néz szembe, mint a többi dél-afrikai város.
Az 1993–1997 között lefolytatott johannesburgi bűnügyi felmérés szerint a leggyakoribb bűncselekmény ebben az időszakban a betörés volt, amely a felmérésben résztvevők kb. 24%-át érintette. Ez után következtek az erőszakos bűncselekmények: rablás (16,5%) és testi sértés (15,5%). A testi sértések többsége súlyos volt, 84%-nál a támadó(k) valamilyen fegyvert is használt(ak).
A városvezetés célul tűzte ki a bűnözés visszaszorítását. Biztonsági kamerákat szereltek fel az utcasarkokra, és a gazdaság stabilizálásának köszönhetően is valamelyest csökkent a bűnözés.
Erre nagy szükség volt, mivel Johannesburg rendezte meg a 2010-es futball világbajnokságot (FIFA világkupa).

## Éghajlat
| Hónap                                           | Jan. | Feb. | Már. | Ápr. | Máj. | Jún. | Júl. | Aug. | Szep. | Okt. | Nov. | Dec. | Év   |
| ----------------------------------------------- | ---- | ---- | ---- | ---- | ---- | ---- | ---- | ---- | ----- | ---- | ---- | ---- | ---- |
| Átlagos max. hőmérséklet (°C)                   | 25,5 | 25,0 | 24,0 | 21,0 | 19,0 | 16,0 | 16,7 | 19,5 | 23,0  | 23,8 | 24,2 | 25,0 | 21,9 |
| Átlagos min. hőmérséklet (°C)                   | 14,7 | 14,0 | 13,0 | 10,3 | 7,2  | 4,0  | 4,0  | 6,2  | 9,3   | 11,2 | 12,7 | 14,0 | 10,0 |
| Átl. csapadékmennyiség (mm)                     | 125  | 90   | 90   | 55   | 13   | 10   | 5    | 5    | 27    | 70   | 117  | 105  | 712  |
| Havi napsütéses órák száma                      | 250  | 225  | 240  | 240  | 275  | 267  | 285  | 285  | 280   | 270  | 250  | 263  | 3130 |
| Forrás: World Meteorological Organization, NOAA |      |      |      |      |      |      |      |      |       |      |      |      |      |

## Sport
A Wanderers nevű krikettstadion nemzetközi mérkőzéseknek is otthont ad, és ez a hazai pályája a dél-afrikai Húsz20-as ligában, az SA20-ban szereplő Joburg Super Kings csapatának is.

## Híres johannesburgiak
- Bródy György (1908–1967) kétszeres olimpiai bajnok vízilabdázó, sportvezető Johannesburgban halt meg
- Borbereki-Kovács Zoltán (1907–1992) magyar festő, szobrász részben Johannesburgban élt, alkotott, majd itt is hunyt el
- Bradley Carnell (1977) labdarúgó Johannesburgban született
- Lucky Dube Dél-Afrikai reggae-zenész Johannesburgban halt meg
- Arthur Nuthall Fula (1908–1966) író Johannesburgban halt meg
- Nelson Mandela (1918–2013) a Dél-afrikai Köztársaság első feketebőrű elnöke Johannesburgban élt, itt töltötte be hivatalát
- Aaron Mokoena (1980–) Johannesburgban született
- Steve Nash (1974) kanadai kosárlabdázó Johannesburgban született
- Trevor Rabin (1954–) zenész, zeneszerző Johannesburgban született
- Tyla (2002–) énekes, dalszerző Johannesburgban született és nőtt fel

## Testvértelepülések
- Egyesült Királyság, Birmingham
- USA, New York
- Tajvan, Tajpej